# Reino de Powys

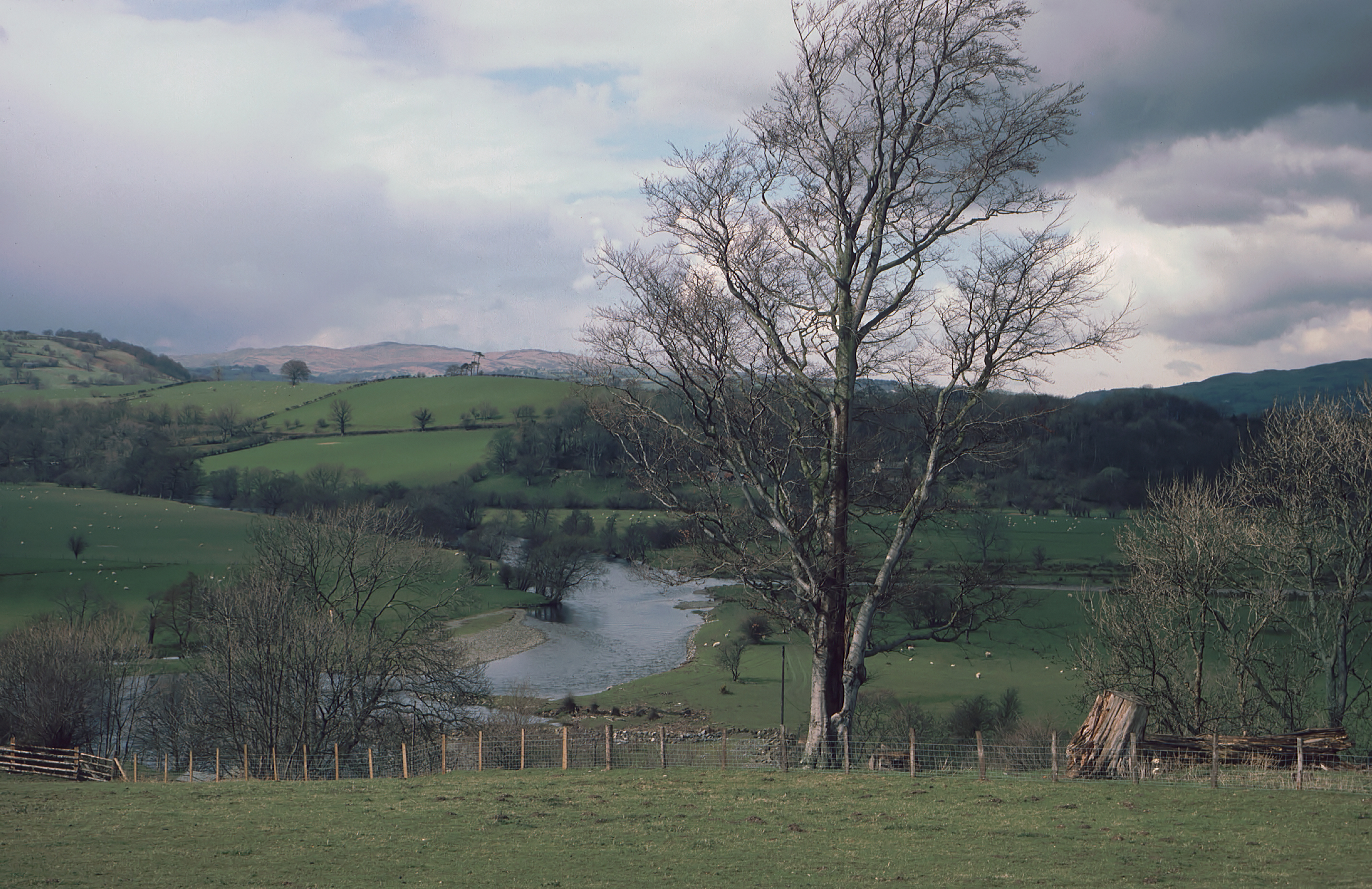
Paisagem de Powys próximo a Foel

O reino de Powys foi um estado galês que emergiu durante a Idade Média, após a retirada romana da Britânia. Com base nas tribos dos ordovicos no oeste e os cornóvios no leste, as fronteiras originais estendiam-se desde os Montes Cambrianos no oeste até a moderna região de Midlands Ocidentais. Possuía as férteis margens dos vales do Severn e do Tern, região esta que aparece denominada na literatura galesa posterior como O Paraíso de Powys. O nome deriva do latim pagus, que significa campo, ainda que também tenha conotações de pagão, em decorrência da cristianização tardia do território. O reino de Powys  formava parte de uma província do Império romano, com capital em Virocônio dos Carnóvios" (em latim: Viroconium Cornoviorum; a moderna Wroxeter), a quarta maior cidade romana na Britânia. Abrangia, mais ou menos, o território do atual condado de Powys.

## Idade Média
Durante a Idade Média Plena, Powys foi governada pela dinastia de Guertérnio, descendentes de Vortigerno e da princesa Severa, filha de Magno Máximo. A arqueologia mostrou que, excepcionalmente para a época, Virocônio dos Carnóvios sobreviveu como núcleo urbano até à entrada do século VI, e possivelmente ter sido a capital do reino. Nênio parece identificar o lugar como Caer Guricon. Nos séculos seguintes, a fronteira leste de Powys foi povoando-se de anglos procedentes do Reino da Mércia. Foi um processo gradual, e o controle de West Midlands não se completou até o século VIII.
As comunidades galesas foram devastadas por uma grande praga proveniente do Egito em 549. As cidades e o campo acabaram rapidamente despovoando-se por igual. No entanto, os anglos foram os menos afetados por ela porque apenas tinham contato comercial com o continente naquela época. Devido ao minguante poder humano e a crescente usurpação territorial por parte dos anglos, o rei Brochwel Ysgithrog mudou a corte de Caer Guricon para Pengwern (Sherwsbury).
Em 616, o exército de Etelfrido de Nortúmbria enfrentou os galeses de Powys. O rival do monarca de Nortúmbria, Eduíno de Deira, vivia naquela época exilado em Venedócia. Acredita-se que Etelfrido tinha como objetivo capturá-lo, mas o rei de Powys, Selyf Sarffgadau, negou-lhe a passagem pelo território. Vendo uma oportunidade de ampliar o seu reino entre o norte de Gales e Rheged, Etelfrido invadiu o norte de Powys, forçou uma batalha próximo a Chester e venceu Selyf e os seus aliados. Beda conta que no início da batalha, o pagão Etelfrido aniquilou 1.200 monges do mosteiro de Balor-Is-Coed (Balor do bosque baixo). Selyf morreu na batalha, sendo o primeiro rei de Powys a ser enterrado em Meifod, localidade refundada pelo seu irmão San Tysilio. No século VII, a Igreja galesa ainda era independente de Roma, e Tysilio foi o seu bispo, com grande influência de todos os acontecimentos do reino. Meifod, que se converteu em um mausoléu da dinastia, também é chamada de Eglwys Tysilio (Igreja de Tysilio).
Se o rei Cynddylan de Pengwern procedesse da família real de Powys (fato aparentemente incerto), então haveria forças de Powys na Batalha de Maes Cogwy. Como consequência, Pengwern foi saqueada, sua família real assassinada e grande parte do território anexado a Mércia e Powys. Estes acontecimentos são lembradas nos poemas galeses, como a desolação da princesa Heledd,(Canu Heledd) ao saber da morte do seu irmão (Marwnad Cynddylan).
Powys viveu um certo renascimento com as sucessivas campanhas vitoriosas frente à Inglaterra em 655, 705-707 e 722. A corte foi trasladada ao castelo de Mathrafal (717), possivelmente pelo rei Elisedd ap Gwylog. Os êxitos de Elisedd levaram o rei Etebaldo de Mércia construir o Muro de Wat, que talvez se fez com o próprio acordo de Elisedd. Porém, com a formulação da fronteira norte, desde o vale do Severn até o estuário do Dee, a cidade de Croesoswallt (Oswestry) acabou por ser anexada a Powys. O rei Offa de Mércia continuou esta obra ao construir a Muralha de Offa. Este novo limite moveu Oswestry de novo para o lado inglês da fronteira, e Offa atacou Powys em Hereford nos anos de 760, 778, 784 e 796. A fronteira permaneceu na Muralha de Offa até o século XII, quando os galeses recuperaram o território entre os rios Dee e Conwy, conhecido como Perfeddwad.

## Rhodri, Hywel e Gruffydd
Powys viu-se unida a Venedócia quando o rei Merfyn Frynch de Venedócia casou com a princesa Nest, irmã do rei Cyngen de Powys, último representante da dinastia Gwertherion. Junto à morte de Cyngen em 855, Rhodri, o Grande tornou-se rei de Powys, depois de ter herdado Venedócia no ano anterior. Isso formou a base para as contínuas demandas de Venedócia sobre Powys nos seguintes 443 anos.
Rhodri, o Grande governou completamente a atual Gales até a sua morte em 877. Seus filhos fundaram as suas próprias dinastias: Merfyn herdou Powys, enquanto que os seus irmãos Anarawd ap Rhodri e Cadell criaram a dinastia Aberffraw em Venedócia e Dinefwr, respectivamente.

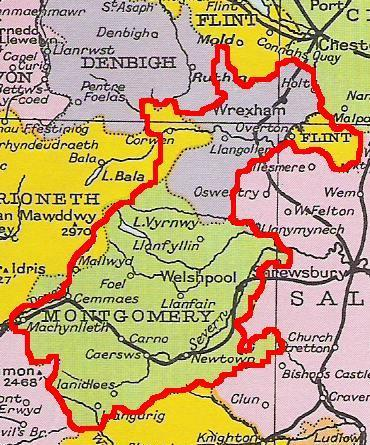
Extensão aproximada de Powys antes de sua divisão em 1160

Em 942, Hywel ap Cadell de Deheubarth (neto de Rhodri através do seu filho Cadell) herdou Venedócia pela morte do seu primo Idwal Foel. Ao mesmo tempo tomou Powys, de Llywelyn ap Merfyn, e arranjou o matrimônio entre os filhos de ambos. Hywel fundou Deheubarth em 920, à parte da herança materna e paterna, e manteve relações muito próximas com Etelstano de Inglaterra, visitando frequentemente sua corte. Hywel estudou o sistema legal inglês e reformou as leis galesas. Peregrinou a Roma e, quando retornou em 928, trouxe consigo uma coleção de leis que foram abençoadas pelo Papa. Influenciado pelos ingleses, Hywel foi o primeiro a cunhar uma moeda própria em Gales, com sede em Chester. No ano de 945, convocou uma assembleia em Whitland para elaborar as leis, com a ajuda do famoso clérigo Blefywryd. Por estes trabalhos, concederam-lhe o título de "O Bom" (Hywel Dda em galês), e o seu reino se destacou como pacífico. Depois de sua morte, Venedócia regressou à dinastia Aberffraw. Entretanto, Powys e Deheubarth foram divididas entre seus filhos.
Maredudd ab Owain reconstruiu o reino do seu avó Hywel, O Bom. Era rei de Deheubarth e Powys quando em 986 fez de Venedócia um reino. Combateu a usurpação inglesa em Powys e as sucessivas invasões viquingues em Venedócia. Maredudd é supostamente lembrado por ter pagado aos viquingues um centavo por cada refém capturado, uma grande soma naquela época. Com a morte de Maredudd (999), Powys passou ao seu neto Llywelyn ap Seisyll, filho de Anghared, a filha mais velha de Maredudd (com o primeiro marido, Seisyll ap Owian), enquanto que Deheubarth foi repartida entre os seus filhos. Venedócia temporariamente retornou à dinastia dos Aberffraw. No século seguinte, as principais famílias nobres perderam importância devido às incursões viquingues e incessante estado de guerra. Deste modo, como consequência, drasticamente foi permitido aos usurpadores derrotarem os Aberffraw e os Dinefwr, que não se recuperaram até o fim do século.
Gruffyd, filho de Llywelyn, uniria toda Gales sob o seu reinado, desprezando seus primos em Deheubarth e conseguindo aliados políticos na Inglaterra. Após o falecimento de Gruffydd, Deheubarth teve vários governantes até que a dinastia Dinefwr retornou ao poder em 1063, nas mãos de Maredudd ab Owain ab Edwin.

## Casa de Mathrafal
Com o segundo marido da princesa Anghared (filha de Maredudd ap Owain de Deheubarth e Powys), Cynfyn ap Gwerstan, fundou a dinastia dos Mathrafal. A dinastia toma o nome histórico do castelo de Mathrafal. Bleddyn ap Cynfyn, filho de Anghared, herdou Powys na morte do seu meio irmão Gruffydd ap Llywelyn (1063), produto do primeiro matrimônio de sua mãe. Eduardo o Confessor, rei de Inglaterra, apoiou Bleddyn ao trono. Bleddyn é lembrado por reformar as leis de Hywel Dda.
Bleddyn e o seu irmão Rhiwallon lutaram juntos aos anglo-saxões contra os conquistadores normandos. Em 1067, aliaram-se com o rei Eadrico de Mércia para repelir o ataque normando a Hereford; e em 1068, com os condes Edwin de Mércia e Morcar da Nortúmbria noutro ataque normando. No ano de 1070, Bleddyn derrotou seus meio sobrinhos, filhos de Gruffydd ap Llywelyn, na batalha de Mechain no seu intento por tomar Venedócia. Bleddyn morreu em 1075, no transcurso de uma campanha em Deheubarth contra Rhys ab Owain. Junto à morte de Bleddyn, Venedócia passou ao seu primo Trehaearn ap Caradog, que morreu em 1081 na batalha de Mynydd Carn, sendo que o reino recaiu na dinastia dos Aberffraw, começando por Gruffydd ap Cynan. Powys foi dividida entre os filhos de Bleddyn: Iorwerth, Cadwgan e Maredudd.
Depois que Guilherme da Normandia apoderou-se da Inglaterra, deixou que os barões normandos criassem em Gales os seus baronatos. Assim, fundou-se a Marca Galesa ao longo da fronteira entre Inglaterra e Gales. Em 1086, o conde normando Roger Montgomery de Shewsbury finalizou a construção de um castelo no vão de Rhydwhiman sobre o Severn, o castelo de Montgomery. Depois de Montgomery, outros normandos reclamaram os cantrefi de Ial, Cynllaith, Edernion e Nanheudwy. Desde então, tomaram Arwstle, Ceri e Ceduíno. Além da totalidade de Powys, grande parte de Gales estava em mãos normandas no ano de 1090. Os três filhos de Bleddyn ap Cynfyn fortaleceram a resistência e a sua pretensão de recuperar Powys, e em 1096 já  haviam recuperado a maior parte, incluindo o castelo de Montgomery. Roger Montgomery rebelou-se contra o rei Guilherme II da Inglaterra e as suas terras foram confiscadas (1102) e entregadas a Payne Fitzjohn, quem incitou a Filipe de Brose a atacar Builth, e a Hugh Mortimer a atacar Elfael e Maelienydd. Nos séculos XII e XIII a Casa de Mathrafal lutou por manter suas terras em Powys frente aos barões. Em 1160, o reino caiu vítima da lei galesa de sucessão e foi dividido nos principados do norte e do sul. Divididos eram ainda mais fracos, enquanto que o reino do norte, Powys Fadog, apoiava as aspirações independentes do vizinho Venedócia sob Owain Venedócia, Llywelyn, o Grande e Dafydd ap Llywelyn, reis de Venedócia, tinham frequentes confrontos com Powys Wenwynwyn, o reino do sul. Em 1267, os dois reinos de Powys prestaram homenagem ao rei de Venedócia como Príncipe de Gales. No entanto, Gruffudd ap Gwenwynwyn, Senhor de Powys Wenwynwyn, mudou de aliança em 1274 e exilou-se na Inglaterra. Regressou a Gales em 1276 depois da primeira ocupação inglesa e na definitiva campanha de 1282, as tropas de Gruffud foram determinantes na caída de Llywelyn quando, junto a Roger Lestrange e Roger Mortimer, emboscaram e assassinaram o príncipe galês. Com a morte de Llywelyn, Gales perdeu a sua independência. Após o Estatuto de Rhuddlan (1284) todos os títulos principescos de Gales foram abolidos e Powys desapareceu incorporando os novos condados de Breconshire, Radnorshire, Montgomeryshide e parte de Denbighshire.

## Reis de Powys
- Casa de Gwertherion

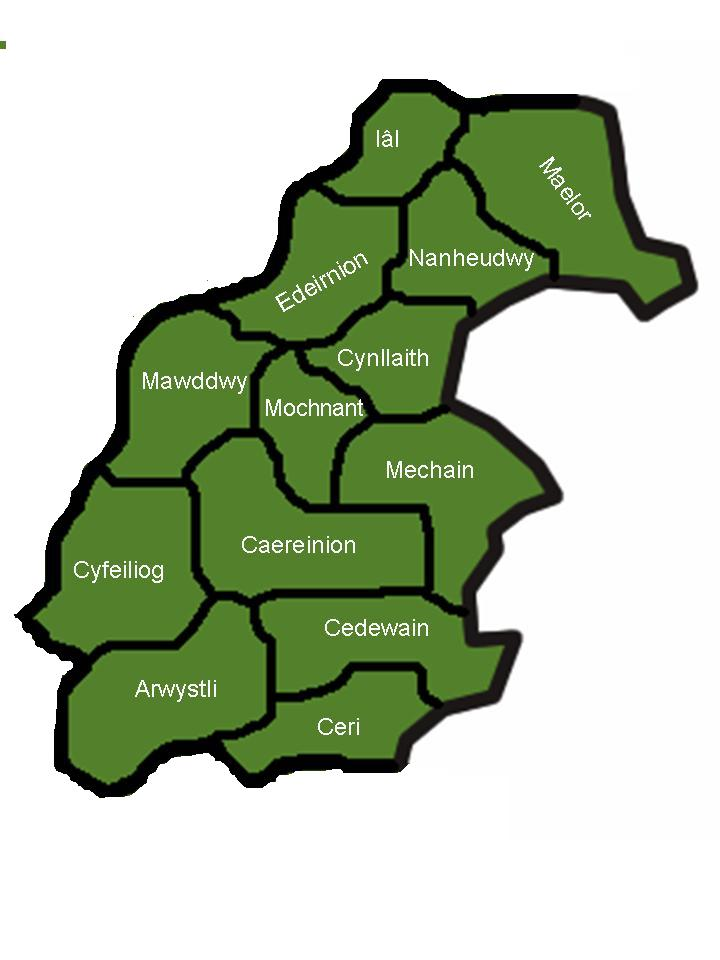
Unidades administrativas do Reino de Powys

- - - Gwrtheyrn (o grande rei Vortigern)

- - ca. 430–447 - Cadeyern Fendigaid, supostamente filho mais velho de Gwrtheyrn, abençoado por São Germano.

- - ca. 447 - 460 - Cadell Ddyrnllwg.

- - ca. 480 - Rhyddfedd Frych.

- - ca. 500 - Cyngen Glodrydd.

- - ca. 530 - Pasgen ap Cyngen.

- - ca. 540 - Morgan ap Pasgen.

- - ca. 550 - Brochwel Ysgithrog.

- -  ? – 610 - Cynan Garwyn.

- - 610 – 613 - Selyf ap Cynan.

- - 613 - Manwgan ap Selyf.

- - 613 – ? - Eiludd Powys.

- - ca. 655 - Beli ap Eiludd.

- - 695? – 725 - Gwylog ap Beli.

- - 725 – 755? - Elisedd ap Gwylog.

- - 755? – 773 - Brochfael ap Elisedd.

- - 773 – 808- Cadell Powys.

- - 808 – 854 - Cyngen ap Cadell.

- Casa de Manaw

- - 854 – 878 - Rhodri Mawr

- - 878 – 900 - Merfyn ap Rhodri

- - 900 – 942 - Llywelyn ap Merfyn

- - 942 – 950 - Hywel el Bueno|Hywel Dda

- - 950 – 986 - Owain ap Hywel

- - 986 – 999 - Maredudd ab Owain.

- - 999 – 1023 - Llywelyn ap Seisyll

- - 1023 – 1033 - Rhydderch ab Iestyn.

- - 1033 – 1039 - Iago ab Idwal.

- - 1039 – 1063 - Gruffydd ap Llywelyn

- Príncipes de Mathrafal de Powys

- - 1063 – 1075 - Bleddyn ap Cynfyn.

- - 1075 - 1103 - Iorwerth ap Bleddyn (parte) .

- - 1075 - 1111  - Cadwgan ap Bleddyn (parte).

- - 1111 - 1116 - Owain ap Cadwgan (parte).

- - 1116 – 1132 - Maredudd ap Bleddyn.

- - 1132 – 1160 - Madog ap Maredudd.

Desde 1160 Powys foi dividido em duas partes. A parte do sul chamou-use Powys Wenwynwyn por Gwenwynwyn ab Owain Cyfeiliog ap Madog, enquanto que a do norte se chamou Powys Fadog por Madog ap Gruffydd Maelor ap Madog.